# Seznam katastrálních území v okrese Brno-venkov
Zde je uveden kompletní výčet katastrálních území okresu Brno-venkov, včetně jejich rozlohy a evidenčních částí obcí, které na nich leží.

## Seznam katastrálních území
V okrese Brno-venkov se nachází 227 katastrálních území, celková rozloha okresu činí 1499,09 km².
| Název KÚ                       | Části obce             | Obec                          | Výměra (v km²) |
| ------------------------------ | ---------------------- | ----------------------------- | -------------- |
| Alexovice                      | Alexovice              | Ivančice                      | 2,10           |
| Babice nad Svitavou            | Babice nad Svitavou    | Babice nad Svitavou           | 17,42          |
| Babice u Rosic                 | Babice u Rosic         | Babice u Rosic                | 5,69           |
| Bedřichovice                   | Bedřichovice           | Šlapanice                     | 1,75           |
| Běleč u Lomnice                | Běleč                  | Běleč                         | 2,45           |
| Bílovice nad Svitavou          | Bílovice nad Svitavou  | Bílovice nad Svitavou         | 14,70          |
| Biskoupky na Moravě            | Biskoupky              | Biskoupky                     | 5,81           |
| Blahoňov                       | Blahoňov               | Kuřimské Jestřabí             | 1,06           |
| Blažovice                      | Blažovice              | Blažovice                     | 5,94           |
| Blučina                        | Blučina                | Blučina                       | 16,68          |
| Borač                          | Borač                  | Borač                         | 4,00           |
| Borovník                       | Borovník               | Borovník                      | 2,72           |
| Braníškov                      | Braníškov              | Braníškov                     | 3,66           |
| Branišovice                    | Branišovice            | Branišovice                   | 11,06          |
| Bratčice                       | Bratčice               | Bratčice                      | 6,16           |
| Brumov u Lomnice               | Brumov                 | Brumov                        | 2,84           |
| Brusná                         | Brusná                 | Lomnice                       | 3,93           |
| Březina u Křtin                | Březina                | Březina (dříve okres Blansko) | 5,09           |
| Březina u Tišnova              | Březina                | Březina (dříve okres Tišnov)  | 3,19           |
| Budkovice                      | Budkovice              | Ivančice                      | 12,25          |
| Bukovice u Rohozce             | Bukovice               | Bukovice                      | 3,21           |
| Cvrčovice u Pohořelic          | Cvrčovice              | Cvrčovice                     | 9,29           |
| Čebín                          | Čebín                  | Čebín                         | 7,23           |
| Černvír                        | Černvír                | Černvír                       | 1,36           |
| Česká                          | Česká                  | Česká                         | 1,99           |
| Čížky                          | Čížky                  | Úsuší                         | 1,54           |
| Čučice                         | Čučice                 | Čučice                        | 8,19           |
| Deblín                         | Deblín                 | Deblín                        | 14,88          |
| Dolní Kounice                  | Dolní Kounice          | Dolní Kounice                 | 8,97           |
| Dolní Loučky                   | Dolní Loučky           | Dolní Loučky                  | 6,21           |
| Domašov u Brna                 | Domašov                | Domašov                       | 5,93           |
| Doubravník                     | Doubravník             | Doubravník                    | 9,46           |
| Drahonín                       | Drahonín               | Drahonín                      | 6,69           |
| Drásov                         | Drásov                 | Drásov                        | 10,70          |
| Hajany                         | Hajany                 | Hajany                        | 2,36           |
| Hájek u Tišnova                | Hajánky, Hájek         | Tišnov                        | 2,89           |
| Heroltice u Tišnova            | Heroltice              | Heroltice                     | 3,42           |
| Hlína u Ivančic                | Hlína                  | Hlína                         | 8,34           |
| Hluboké Dvory                  | Hluboké Dvory          | Hluboké Dvory                 | 4,37           |
| Holasice                       | Holasice               | Holasice                      | 3,53           |
| Holasice u Veverské Bítýšky    | Holasice               | Lažánky                       | 1,72           |
| Horákov                        | Horákov                | Mokrá-Horákov                 | 7,69           |
| Horní Loučky                   | Horní Loučky           | Horní Loučky                  | 4,18           |
| Hostěnice                      | Hostěnice, Lhotky      | Hostěnice                     | 20,00          |
| Hradčany u Tišnova             | Hradčany               | Hradčany                      | 3,06           |
| Hrubšice                       | Hrubšice               | Ivančice                      | 4,82           |
| Hrušovany u Brna               | Hrušovany u Brna       | Hrušovany u Brna              | 9,09           |
| Husle                          | Husle                  | Pernštejnské Jestřabí         | 1,47           |
| Hvozdec u Veverské Bítýšky     | Hvozdec                | Hvozdec                       | 3,64           |
| Chudčice                       | Chudčice               | Chudčice                      | 4,10           |
| Ivaň                           | Ivaň                   | Ivaň                          | 11,76          |
| Ivančice                       | Ivančice               | Ivančice                      | 10,26          |
| Jamné u Tišnova                | Jamné                  | Tišnov                        | 2,18           |
| Javůrek                        | Javůrek                | Javůrek                       | 10,29          |
| Jilmoví                        | Jilmoví                | Pernštejnské Jestřabí         | 2,80           |
| Jinačovice                     | Jinačovice             | Jinačovice                    | 5,94           |
| Jiříkovice                     | Jiříkovice             | Jiříkovice                    | 4,54           |
| Kaly                           | Kaly                   | Kaly                          | 2,29           |
| Kanice                         | Kanice                 | Kanice                        | 8,21           |
| Katov                          | Katov                  | Katov                         | 3,00           |
| Ketkovice                      | Ketkovice              | Ketkovice                     | 9,55           |
| Klokočí u Olší                 | Klokočí                | Olší                          | 2,49           |
| Kobylnice u Brna               | Kobylnice              | Kobylnice                     | 5,09           |
| Kounické Předměstí             | Ivančice               | Ivančice                      | 8,04           |
| Kovalovice                     | Kovalovice             | Kovalovice                    | 4,71           |
| Kratochvilka                   | Kratochvilka           | Kratochvilka                  | 1,50           |
| Křeptov                        | Křeptov                | Běleč                         | 1,56           |
| Křižínkov                      | Křižínkov              | Křižínkov                     | 2,89           |
| Křížovice                      | Křížovice              | Doubravník                    | 2,01           |
| Kupařovice                     | Kupařovice             | Kupařovice                    | 3,31           |
| Kuřim                          | Kuřim                  | Kuřim                         | 17,37          |
| Kuřimská Nová Ves              | Kuřimská Nová Ves      | Kuřimská Nová Ves             | 3,26           |
| Kuřimské Jestřabí              | Kuřimské Jestřabí      | Kuřimské Jestřabí             | 4,22           |
| Lažánky u Veverské Bítýšky     | Lažánky                | Lažánky                       | 12,23          |
| Ledce u Židlochovic            | Ledce                  | Ledce                         | 3,63           |
| Lelekovice                     | Lelekovice             | Lelekovice                    | 7,29           |
| Lesní Hluboké                  | Lesní Hluboké          | Lesní Hluboké                 | 4,98           |
| Letkovice                      | Letkovice              | Ivančice                      | 3,85           |
| Litava                         | Litava                 | Olší                          | 3,15           |
| Litostrov                      | Litostrov              | Litostrov                     | 7,56           |
| Loděnice u Moravského Krumlova | Loděnice               | Loděnice                      | 8,67           |
| Lomnice u Tišnova              | Lomnice                | Lomnice                       | 7,65           |
| Lomnička u Tišnova             | Lomnička               | Lomnička                      | 6,33           |
| Lubné                          | Lubné                  | Lubné                         | 3,02           |
| Lukovany                       | Lukovany               | Lukovany                      | 9,07           |
| Malešovice                     | Malešovice             | Malešovice                    | 9,20           |
| Malhostovice                   | Malhostovice           | Malhostovice                  | 8,34           |
| Maňová                         | Maňová                 | Pernštejnské Jestřabí         | 1,81           |
| Maršov u Veverské Bítýšky      | Maršov                 | Maršov                        | 7,49           |
| Medlov                         | Medlov                 | Medlov                        | 10,19          |
| Mělčany u Ivančic              | Mělčany                | Mělčany                       | 7,43           |
| Měnín                          | Měnín                  | Měnín                         | 21,16          |
| Modřice                        | Modřice                | Modřice                       | 10,05          |
| Mokrá u Brna                   | Mokrá                  | Mokrá-Horákov                 | 4,47           |
| Moravany u Brna                | Moravany               | Moravany                      | 6,64           |
| Moravské Bránice               | Moravské Bránice       | Moravské Bránice              | 8,21           |
| Moravské Knínice               | Moravské Knínice       | Moravské Knínice              | 13,05          |
| Moutnice                       | Moutnice               | Moutnice                      | 7,09           |
| Mušov                          | Pasohlávky             | Pasohlávky                    | 14,25          |
| Nebovidy u Brna                | Nebovidy               | Nebovidy                      | 4,50           |
| Nedvědice pod Pernštejnem      | Nedvědice              | Nedvědice                     | 5,08           |
| Nelepeč                        | Nelepeč                | Nelepeč-Žernůvka              | 2,12           |
| Němčice u Ivančic              | Němčice                | Ivančice                      | 2,57           |
| Němčičky                       | Němčičky               | Němčičky                      | 4,58           |
| Neslovice                      | Neslovice              | Neslovice                     | 5,82           |
| Nesvačilka                     | Nesvačilka             | Nesvačilka                    | 2,70           |
| Níhov                          | Níhov                  | Níhov                         | 4,93           |
| Nosislav                       | Nosislav               | Nosislav                      | 17,06          |
| Nová Ves u Oslavan             | Nová Ves               | Nová Ves                      | 11,55          |
| Nová Ves u Pohořelic           | Nová Ves               | Pohořelice                    | 7,60           |
| Nové Bránice                   | Nové Bránice           | Nové Bránice                  | 6,23           |
| Nuzířov                        | Nuzířov                | Malhostovice                  | 3,17           |
| Odrovice                       | Odrovice               | Odrovice                      | 4,80           |
| Ochoz u Brna                   | Ochoz u Brna           | Ochoz u Brna                  | 14,54          |
| Ochoz u Tišnova                | Ochoz u Tišnova        | Ochoz u Tišnova               | 3,82           |
| Olší u Tišnova                 | Olší                   | Olší                          | 1,87           |
| Omice                          | Omice                  | Omice                         | 10,46          |
| Opatovice u Rajhradu           | Opatovice              | Opatovice                     | 6,15           |
| Ořechov                        | Ořechov                | Ořechov                       | 19,68          |
| Osiky                          | Osiky                  | Osiky                         | 7,56           |
| Oslavany                       | Oslavany               | Oslavany                      | 16,19          |
| Ostopovice                     | Ostopovice             | Ostopovice                    | 3,85           |
| Ostrovačice                    | Ostrovačice            | Ostrovačice                   | 7,83           |
| Otmarov                        | Otmarov                | Otmarov                       | 1,25           |
| Padochov                       | Padochov               | Oslavany                      | 2,49           |
| Pasohlávky                     | Pasohlávky             | Pasohlávky                    | 12,47          |
| Pejškov u Tišnova              | Pejškov                | Tišnov                        | 2,83           |
| Pernštejn                      | Pernštejn              | Nedvědice                     | 1,47           |
| Pernštejnské Jestřabí          | Pernštejnské Jestřabí  | Pernštejnské Jestřabí         | 1,42           |
| Podolí u Borače                | Podolí                 | Borač                         | 1,93           |
| Podolí u Brna                  | Podolí                 | Podolí                        | 6,25           |
| Pohořelice nad Jihlavou        | Pohořelice             | Pohořelice                    | 29,18          |
| Ponětovice                     | Ponětovice             | Ponětovice                    | 2,41           |
| Popovice u Rajhradu            | Popovice               | Popovice                      | 2,62           |
| Popůvky u Brna                 | Popůvky                | Popůvky                       | 7,46           |
| Pozořice                       | Pozořice               | Pozořice                      | 15,46          |
| Prace                          | Prace                  | Prace                         | 4,71           |
| Pravlov                        | Pravlov                | Pravlov                       | 2,91           |
| Prosatín                       | Prosatín               | Kuřimská Nová Ves             | 1,62           |
| Proseč u Březiny               | Březina                | Březina (dříve okres Blansko) | 1,74           |
| Prštice                        | Prštice                | Prštice                       | 7,83           |
| Předklášteří                   | Předklášteří, Závist   | Předklášteří                  | 7,26           |
| Přibice                        | Přibice                | Přibice                       | 7,39           |
| Příbram na Moravě              | Příbram na Moravě      | Příbram na Moravě             | 11,92          |
| Přibyslavice u Velké Bíteše    | Přibyslavice           | Přibyslavice                  | 5,51           |
| Přísnotice                     | Přísnotice             | Přísnotice                    | 7,70           |
| Radostice u Brna               | Radostice              | Radostice                     | 4,36           |
| Radoškov                       | Radoškov               | Přibyslavice                  | 3,00           |
| Rajhrad                        | Rajhrad                | Rajhrad                       | 9,49           |
| Rajhradice                     | Rajhradice             | Rajhradice                    | 5,45           |
| Rakové                         | Rakové                 | Olší                          | 1,21           |
| Rašov                          | Rašov                  | Rašov                         | 9,55           |
| Rebešovice                     | Rebešovice             | Rebešovice                    | 4,11           |
| Rohozec u Tišnova              | Rohozec                | Rohozec                       | 5,31           |
| Rojetín                        | Rojetín                | Rojetín                       | 4,28           |
| Rosice u Brna                  | Rosice                 | Rosice                        | 12,74          |
| Rozdrojovice                   | Rozdrojovice           | Rozdrojovice                  | 2,84           |
| Rudka                          | Rudka                  | Rudka                         | 4,14           |
| Řepka                          | Řepka                  | Lomnice                       | 1,24           |
| Řeznovice                      | Řeznovice              | Ivančice                      | 3,70           |
| Řícmanice                      | Řícmanice              | Řícmanice                     | 1,50           |
| Říčany u Brna                  | Říčany                 | Říčany                        | 10,91          |
| Říčky u Brna                   | Říčky                  | Říčky                         | 2,59           |
| Řikonín                        | Řikonín                | Řikonín                       | 2,61           |
| Senorady                       | Senorady               | Senorady                      | 9,68           |
| Sentice                        | Sentice                | Sentice                       | 9,28           |
| Silůvky                        | Silůvky                | Silůvky                       | 6,00           |
| Sivice                         | Sivice                 | Sivice                        | 7,26           |
| Skalička u Tišnova             | Skalička               | Skalička                      | 1,61           |
| Skryje                         | Boudy, Skryje          | Skryje                        | 2,21           |
| Smolín                         | Smolín                 | Pohořelice                    | 6,26           |
| Sobotovice                     | Sobotovice             | Sobotovice                    | 5,33           |
| Sokolnice                      | Sokolnice              | Sokolnice                     | 11,35          |
| Stanoviště na Moravě           | Stanoviště             | Stanoviště                    | 4,00           |
| Strhaře                        | Strhaře, Žleby         | Strhaře                       | 5,32           |
| Střelice u Brna                | Střelice               | Střelice                      | 14,67          |
| Střemchoví                     | Střemchoví             | Dolní Loučky                  | 1,93           |
| Svatoslav u Tišnova            | Svatoslav              | Svatoslav                     | 8,48           |
| Synalov                        | Synalov                | Synalov                       | 6,94           |
| Syrovice                       | Syrovice               | Syrovice                      | 8,27           |
| Šerkovice                      | Šerkovice              | Šerkovice                     | 4,87           |
| Šlapanice u Brna               | Šlapanice              | Šlapanice                     | 12,90          |
| Štěpánovice u Tišnova          | Štěpánovice            | Štěpánovice                   | 5,03           |
| Šumice                         | Šumice                 | Šumice                        | 8,62           |
| Telnice u Brna                 | Telnice                | Telnice                       | 6,10           |
| Těšany                         | Těšany                 | Těšany                        | 16,22          |
| Tetčice                        | Tetčice                | Tetčice                       | 15,13          |
| Tišnov                         | Tišnov                 | Tišnov                        | 9,22           |
| Tišnovská Nová Ves             | Tišnovská Nová Ves     | Tišnovská Nová Ves            | 4,27           |
| Trboušany                      | Trboušany              | Trboušany                     | 5,55           |
| Troskotovice                   | Troskotovice           | Troskotovice                  | 18,09          |
| Troubsko                       | Troubsko               | Troubsko                      | 6,01           |
| Tvarožná                       | Tvarožná               | Tvarožná                      | 8,81           |
| Újezd u Brna                   | Újezd u Brna           | Újezd u Brna                  | 13,07          |
| Újezd u Rosic                  | Újezd u Rosic          | Újezd u Rosic                 | 10,89          |
| Újezd u Tišnova                | Újezd u Tišnova        | Újezd u Tišnova               | 3,60           |
| Unín                           | Unín                   | Unín                          | 3,38           |
| Unkovice                       | Unkovice               | Unkovice                      | 3,72           |
| Úsuší                          | Úsuší                  | Úsuší                         | 1,31           |
| Velatice                       | Velatice               | Velatice                      | 2,26           |
| Veselí u Lomnice               | Veselí                 | Lomnice                       | 1,74           |
| Veverská Bítýška               | Veverská Bítýška       | Veverská Bítýška              | 13,60          |
| Veverské Knínice               | Veverské Knínice       | Veverské Knínice              | 10,16          |
| Víckov                         | Víckov                 | Žďárec                        | 2,14           |
| Viničné Šumice                 | Viničné Šumice         | Viničné Šumice                | 4,75           |
| Vlasatice                      | Vlasatice              | Vlasatice                     | 22,88          |
| Vohančice                      | Vohančice              | Vohančice                     | 3,40           |
| Vojkovice u Židlochovic        | Vojkovice              | Vojkovice                     | 6,97           |
| Vranov u Brna                  | Vranov                 | Vranov                        | 12,42          |
| Vranovice nad Svratkou         | Vranovice              | Vranovice                     | 13,82          |
| Vratislávka                    | Vratislávka            | Vratislávka                   | 3,50           |
| Všechovice u Tišnova           | Všechovice             | Všechovice                    | 5,09           |
| Vysoké Popovice                | Vysoké Popovice        | Vysoké Popovice               | 3,90           |
| Zahrada                        | Zahrada                | Kaly                          | 2,02           |
| Zakřany                        | Zakřany                | Zakřany                       | 5,15           |
| Zálesná Zhoř                   | Zálesná Zhoř           | Zálesná Zhoř                  | 5,35           |
| Zastávka                       | Zastávka               | Zastávka                      | 1,20           |
| Zbraslav na Moravě             | Zbraslav               | Zbraslav                      | 8,97           |
| Zbýšov u Oslavan               | Zbýšov                 | Zbýšov                        | 6,01           |
| Zhoř u Rohozce                 | Zhoř                   | Zhoř                          | 2,09           |
| Žabčice                        | Žabčice                | Žabčice                       | 8,18           |
| Žatčany                        | Žatčany                | Žatčany                       | 9,68           |
| Žďárec                         | Ostrov, Žďárec         | Žďárec                        | 5,90           |
| Želešice                       | Želešice               | Želešice                      | 9,97           |
| Železné                        | Železné                | Železné                       | 2,36           |
| Žernůvka                       | Žernůvka               | Nelepeč-Žernůvka              | 1,80           |
| Židlochovice                   | Židlochovice           | Židlochovice                  | 5,95           |
| Celková výměra (v km²)         | Celková výměra (v km²) | Celková výměra (v km²)        | 1499,09        |

## Zrušená katastrální území
V této tabulce jsou uvedena katastrální území na území dnešního okresu Brno-venkov, která byla v minulosti zrušena.
| Název KÚ     | Sídla        | Současná obec | Rok zrušení | Začleněno do KÚ |
| ------------ | ------------ | ------------- | ----------- | --------------- |
| Jezera       | Jezera       | Pozořice      | 1973        | Pozořice        |
| Loučka       | Loučka       | Rajhradice    | 1971        | Rajhradice      |
| Obce         | Obce         | Ochoz u Brna  | 1983        | Ochoz u Brna    |
| Ořechovičky  | Ořechovičky  | Ořechov       | 1971        | Ořechov         |
| Pendrov      | Pendrov      | Rosice        | 1947        | Rosice u Brna   |
| Rozářín‎      | Rozářín‎      | Moutnice      | 1992        | Moutnice        |
| Rychmanov    | Rychmanov    | Újezd u Brna  | 1984        | Újezd u Brna    |
| Šternov      | Šternov      | Újezd u Brna  | 1984        | Újezd u Brna    |
| Tikovice     | Tikovice     | Ořechov       | 1971        | Ořechov         |
| Třebomyslice | Třebomyslice | Žatčany       | 1992        | Žatčany         |